# St. Ägidius (Gremsdorf)

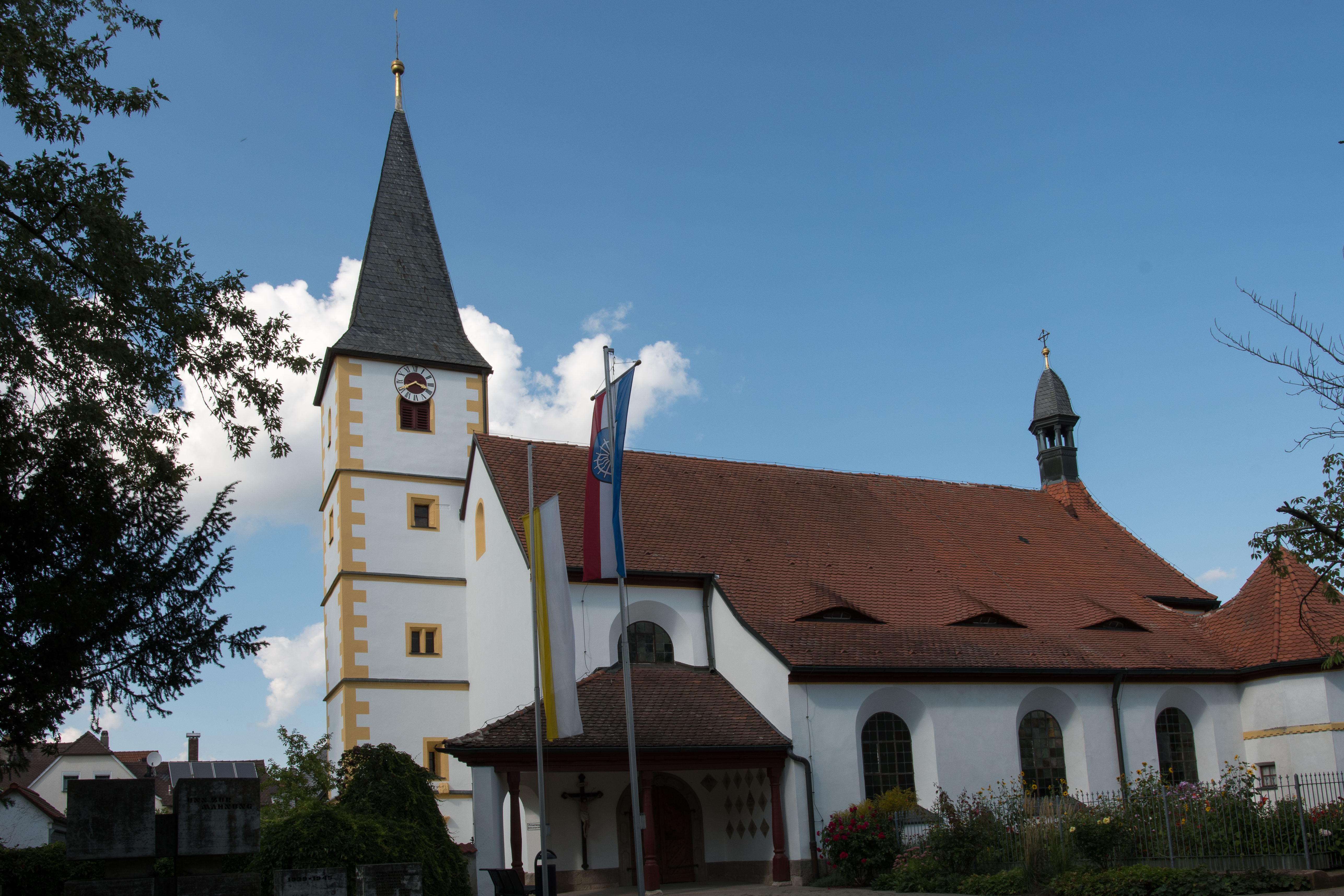
St. Ägidius (Gremsdorf)

Die römisch-katholische Pfarrkirche St. Ägidius ist eine denkmalgeschützte Kirche in Gremsdorf, einer Gemeinde im Landkreis Erlangen-Höchstadt (Oberfranken, Bayern). Das Bauwerk ist unter der Denkmalnummer D-5-72-126-3 als Baudenkmal in der Bayerischen Denkmalliste eingetragen. Die Kirchengemeinde gehört zum Seelsorgebereich Höchstadt im Dekanat Forchheim des Erzbistums Bamberg.

## Beschreibung
Der ehemalige gotische Chorturm, der 1644 aufgestockt und mit einem schiefergedeckten, spitzen Helm bedeckt wurde, blieb als Kirchturm im Westen vor dem nördlichen Seitenschiff des 1913 nach einem Entwurf von Fritz Fuchsenberger gebauten neobarocken Langhauses der Hallenkirche erhalten. Aus dem Dach des eingezogenen, dreiseitig abgeschlossenen Chors im Osten erhebt sich ein Dachreiter. Zur Kirchenausstattung gehören ein frühbarocker Hochaltar, der aus dem Kloster Michelsberg stammt, und die 1636 gebaute Kanzel, die aus der abgebrochenen Bamberger Franziskanerkirche stammt. Die Kreuzwegstationen malte 1777 Georg Karl Urlaub.